# Издателска кола
Издателска к̀ола е измервателна единица, с помощта на която се определя обемът на ръкописа, подготвен за издателството за печат.
Понятието издателска кола се използва за отчетност на обема на произведението, изпратено към издателя. В България издателската кола се състои 40 000 печатни знака, в това число препинателни знаци и цифри.